# Монфокон (Дордонь)
Монфоко́н (фр. Monfaucon) — коммуна во Франции, находится в регионе Аквитания. Департамент — Дордонь. Входит в состав кантона Пеи-де-ла-Форс. Округ коммуны — Бержерак.
Код INSEE коммуны — 24277.

## География

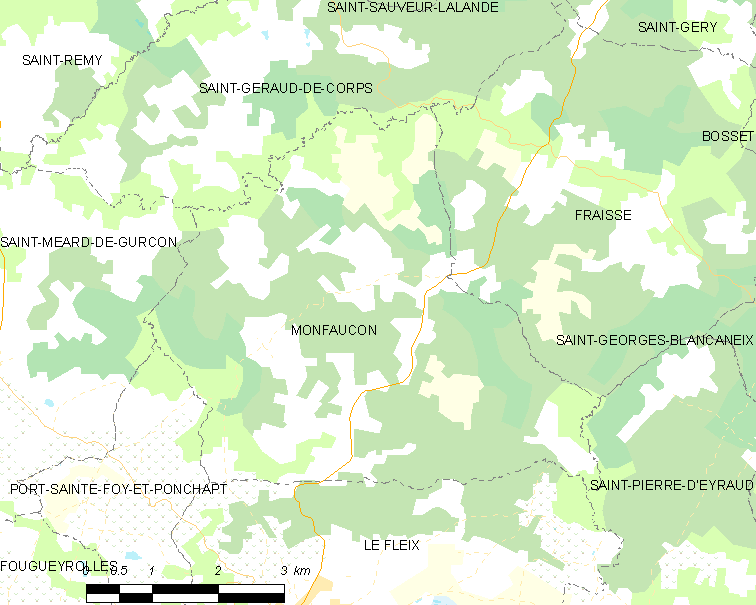
Карта коммуны

Коммуна расположена приблизительно в 470 км к югу от Парижа, в 65 км восточнее Бордо, в 50 км к юго-западу от Перигё.

### Климат
Климат умеренный океанический со средним уровнем осадков, которые выпадают преимущественно зимой. Лето здесь долгое и тёплое, однако также довольно влажное, здесь не бывает регулярных периодов летней засухи. Средняя температура января — 5 °C, июля — 18 °C. Изредка вследствие стечения неблагоприятных погодных условий может наблюдаться непродолжительная засуха или случаются поздние заморозки. Климат меняется очень часто, как в течение сезона, так и год от года.

## Население
Население коммуны на 2010 год составляло 279 человек.
| 1962 | 1968 | 1975 | 1982 | 1990 | 1999 | 2010 |
| ---- | ---- | ---- | ---- | ---- | ---- | ---- |
| 273  | 250  | 186  | 209  | 233  | 232  | 279  |

## Администрация
| Период | Период | Фамилия      | Партия       | Примечания    |
| ------ | ------ | ------------ | ------------ | ------------- |
| 2001   | 2007   | Даниэль Лови |              |               |
| 2007   | 2008   | Дидье Шинья  |              |               |
| 2008   | 2014   | Даниэль Лови | беспартийный | преподаватель |
| 2014   | 2020   | Дидье Эре    |              |               |

## Экономика
В 2010 году среди 173 человек трудоспособного возраста (15-64 лет) 125 были экономически активными, 48 — неактивными (показатель активности — 72,3 %, в 1999 году было 64,6 %). Из 125 активных жителей работали 116 человек (62 мужчины и 54 женщины), безработных было 9 (2 мужчин и 7 женщин). Среди 48 неактивных 11 человек были учениками или студентами, 18 — пенсионерами, 19 были неактивными по другим причинам.

## Фотогалерея

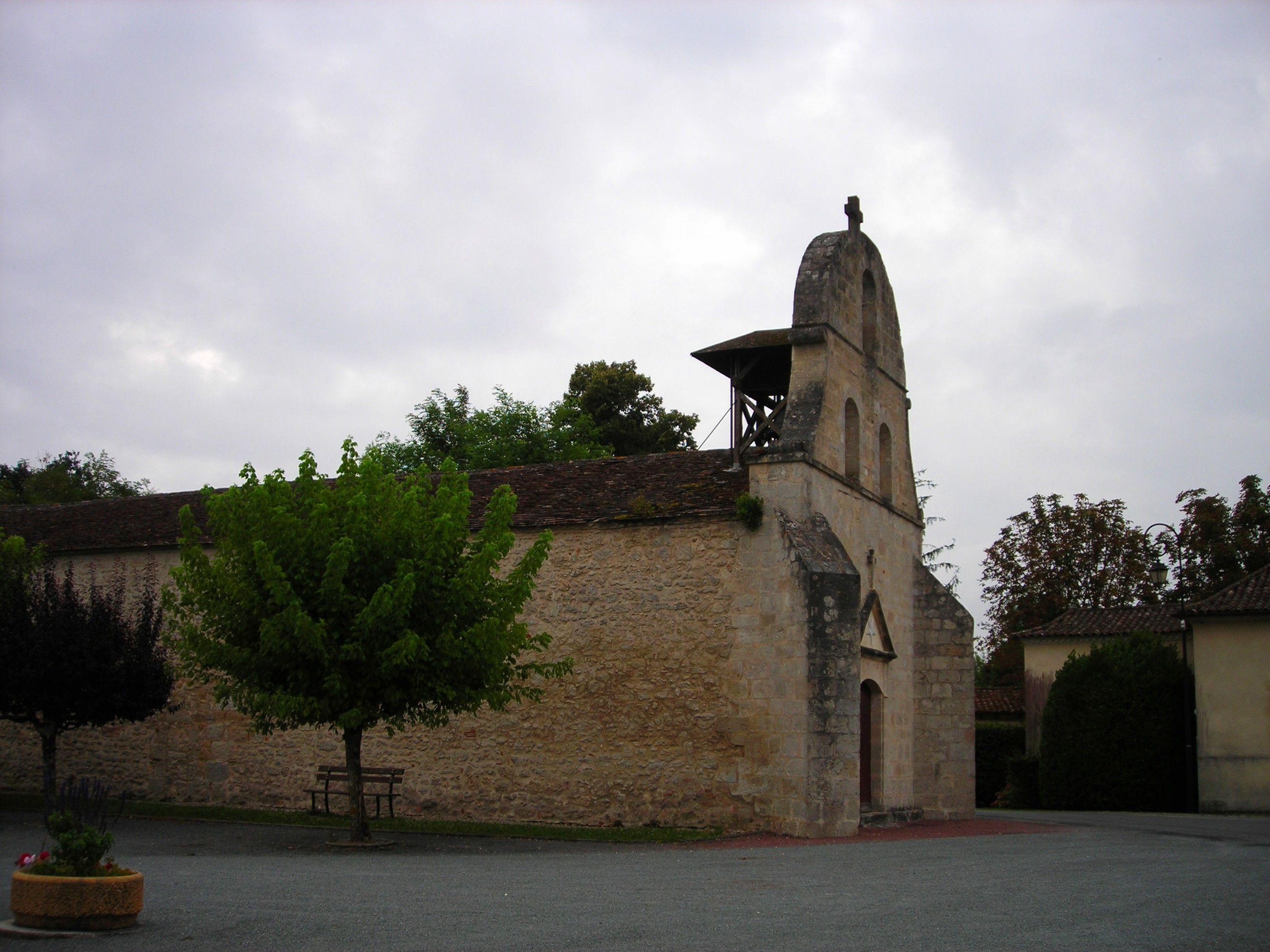
Церковь
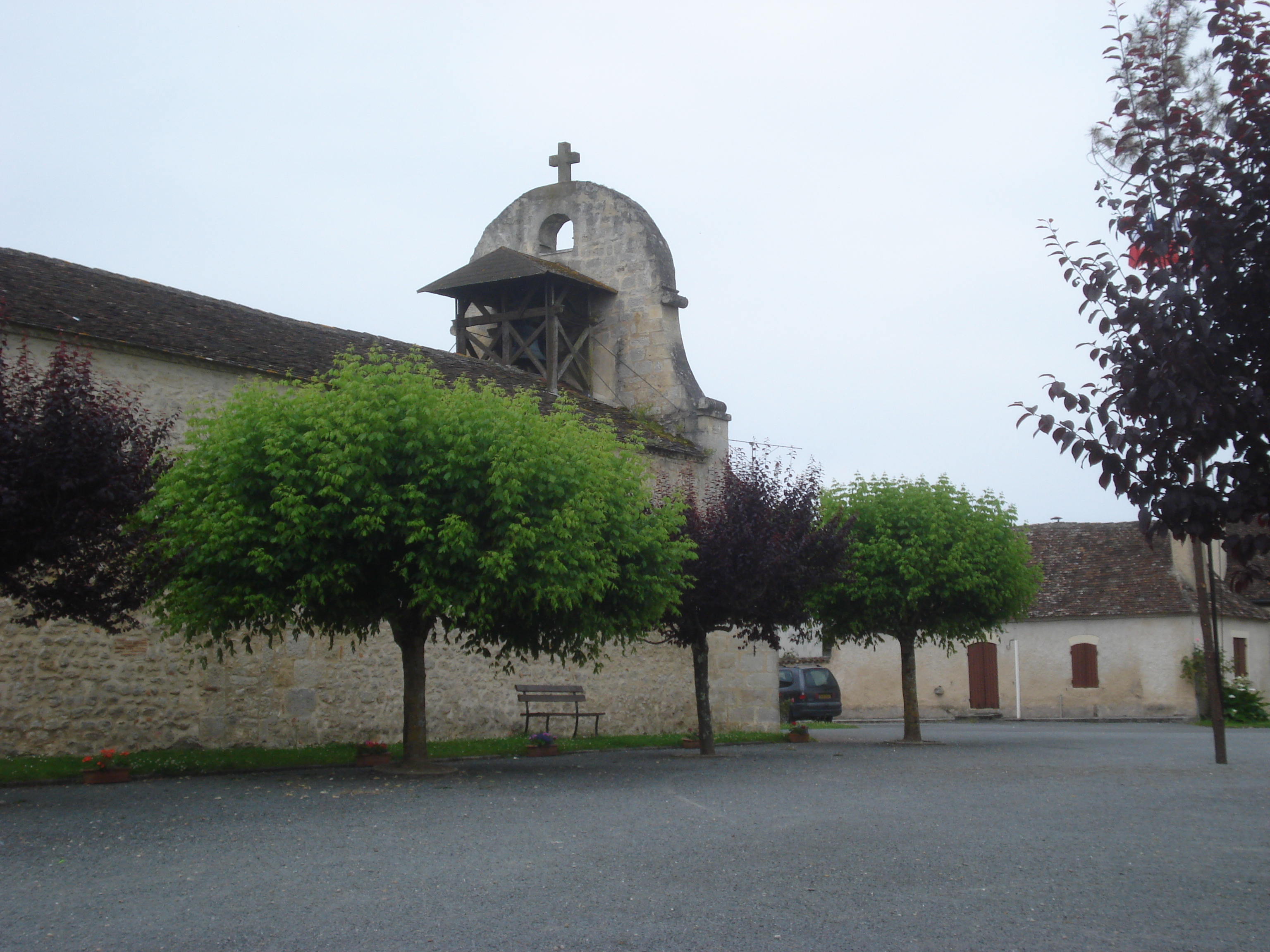
Церковь